# Mary Read
Mary Read (Plymouth, 1685 – Giamaica, 8 aprile 1721) è stata una pirata britannica.

## Biografia
Le notizie biografiche che si hanno su di lei sono, per la maggior parte, dovute ai racconti del capitano Charles Johnson, biografo dei bucanieri (forse figura di fantasia, riconducibile allo scrittore Daniel Defoe), contenuti in A General History of the Pyrates. La vicenda riguardante Mary Read nasce dal travestimento, ideato dalla madre, per nascondere le sue fattezze femminili. Mary era, infatti, figlia illegittima e sua madre, dopo la scomparsa in mare del marito e la morte di un figlio maschio, pensò di vestirla come il fratellino, per ottenere aiuto dalla suocera. Spinta da un carattere orgoglioso ed indipendente, Mary crebbe come un uomo e sfruttò il travestimento per arruolarsi su una nave da guerra e diventare successivamente soldato, combattendo nelle Fiandre.

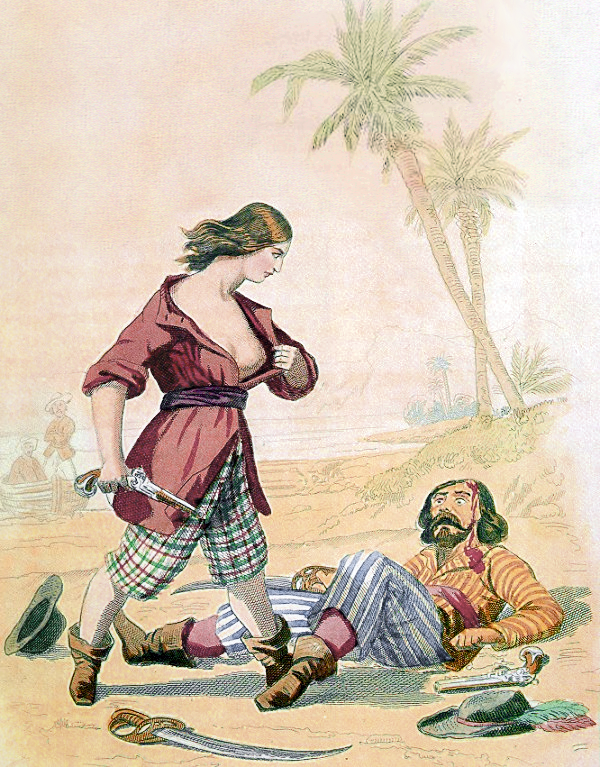
Un'altra illustrazione di Mary Read.

Nell'esercito conobbe e si innamorò di un uomo e, rivelatogli il suo segreto, lo sposò. Rimasta presto vedova e tornata alla vita militare, si imbarcò nei Paesi Bassi, su una nave diretta verso le Indie Occidentali, ma la nave venne assalita dai pirati. Fu allora che Mary Read decise di unirsi ai bucanieri. Cessato il travestimento e rivelatasi donna, Mary Read abbracciò la vita dei pirati dei Caraibi, in tutto e per tutto, partecipando agli abbordaggi, combattendo con coraggio ed impeto sulla nave di Calico Jack e ottenendo il rispetto degli altri pirati della nave, tra i quali un'altra piratessa, Anne Bonny. A bordo, entrambe erano solite vestire abiti femminili, assumendo quelli maschili in occasione degli atti di pirateria e degli scontri armati. Mary Read, trovatasi un uomo innamorato a bordo, un giorno che questi venne sfidato a duello, intervenne, sfidando a sua volta lo sfidante e riuscendo ad ucciderlo, due ore prima del confronto programmato col suo amante. Le vicende di Mary Read si concludono nel 1720, quando la nave, su cui si trovava, venne catturata da una nave militare. Durante l'assalto, si distinse nuovamente per l'impeto, arrivando a sparare su alcuni dei suoi, da lei accusati di codardia.
Anche sul patibolo, il suo orgoglio non venne meno e sembra che si sia rivolta a Calico Jack, rimproverandolo, secondo le note del capitano Johnson, perché "se avesse combattuto come un uomo, adesso non starebbe lì a farsi impiccare come un cane". Tuttavia, ci sono versioni che attestano che a pronunciare la frase fosse stata Anne Bonny, l'amante di Calico Jack. Sempre secondo Johnson, Mary si sarebbe anche pronunciata a favore dell'impiccagione per i pirati, cosa che avrebbe tenuto lontano i vigliacchi dalla pirateria, dato che, senza una pena così dura: "molti di coloro che ora truffano le vedove e gli orfani e opprimono il vicino povero [...] si metterebbero a rubar sui mari, e l'oceano sarebbe stipato di furfanti, come la terra". Tuttavia, la sentenza di condanna a morte venne sospesa, in quanto sia Mary Read che Anne Bonny dichiararono d'essere incinte, ed i successivi controlli confermarono tali affermazioni. Morì l'anno seguente, nel 1721. Come giorno è ipotizzato l'8 aprile, in prigione, forse a causa di complicanze del parto o colpita da una malattia.

## Influenza nella cultura di massa
- Mary Read è presente nel film d'animazione Detective Conan - L'isola mortale, uscito nel 2007. Il film è ambientato su un'isola fittizia della prefettura di Okinawa dove, secondo una leggenda, Anne Bonny avrebbe lasciato un tesoro, ma in realtà anche la leggenda fa parte della finzione del film: le due piratesse Anne Bonny e Mary Read non navigarono mai nell'Oceano Pacifico. Nel corso del film, Ran Mori e Sonoko Suzuki combattono schiena contro schiena come avevano fatto, sempre nella finzione del film, proprio Anne e Mary. Lo stesso poster con le due donne pirata utilizzato nel film si vede anche alla fine del file 12 del volume 30 di  Detective Conan Special Cases.
- È presente nel gioco Assassin's Creed IV: Black Flag, con il doppio nome di James Kidd.
- È presente nell'ultima puntata della quarta stagione della serie Black Sails sotto il nome di Mark Read.
- È presente nel gioco Fate/Grand Order come Archer.
- "Under the flag of Mary Read" è una canzone del gruppo Power metal italiano Secret Sphere ,contenuta nel disco "a Time never come" (2001)
- Mary Read combatte nel manga Majo Taisen-The War Of Greedy Witches contro Mata Hari.